# Démographie des Comores
La population comorienne est estimée à 1 145 209 en 2019. L'île la plus dense est Anjouan avec 517 habitants/km2, puis celle de Grande Comore avec 240 hab./km2 et enfin Mohéli avec 99 hab./km2.
Les deux tiers de la population vit en milieu rural, mais l’urbanisation progresse au rythme de 6,5 % par an. La population est jeune, 56 % des habitants ont moins de 20 ans avec un taux de croissance démographique d'environ 2 %.
Les projections annoncent plus de 2 000 000 de personnes pour 2050 ce qui donnerait une densité de 950 hab./km2.

## Évolution de la population

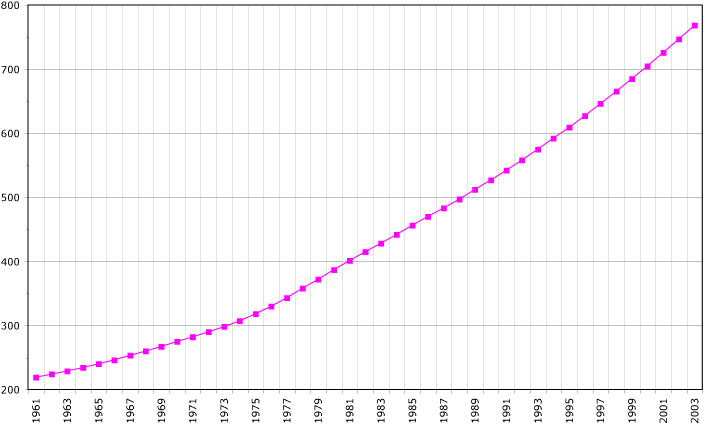
Évolution démographique

## Natalité
D'après l'enquête démographique et de santé de 2012, le taux de fécondité est estimé à 4,3 enfants par femme, ce qui est légèrement inférieur à la moyenne africaine. Ce chiffre pourrait cependant être faussé par le grand nombre de comoriennes venant accoucher en France, notamment à Mayotte. 

## Émigration
La démographie des Comores est marquée par un fort solde migratoire négatif, avec une fraction importante de la population vivant essentiellement sur le territoire français, de manière régulière ou clandestine (notamment à Mayotte, qui compte près de 50% de population étrangère, essentiellement des comoriens en situation irrégulière). 
Environ 12 000 personnes auraient trouvé la mort en tentant de rejoindre Mayotte dans des embarcations de fortune (kwassa kwassa), ce qui fait du bras de mer séparant Mayotte d'Anjouan le premier cimetière marin au monde.
De nombreuses associations (comme l’Association nationale d'assistance aux frontières pour les étrangers) et personnalités dénoncent une complicité active de l’État comorien dans ce drame : l'usine qui produit les fragiles embarcations à Anjouan n'a jamais été inquiétée, et sur les 450 à 500 départs estimés chaque année, les autorités comoriennes en interceptent à peine un, laissant ainsi prospérer cette sinistre industrie de mort, et abandonnant l'ensemble de la gestion de ce drame humanitaire à l’État français, de l'autre côté de l'océan.